# 四川泡菜
四川泡菜（しせんほうさい、拼音: Sìchuān pàocài）は、中国の四川省で作られている漬物である。

## 概説
葉物に限らず様々な野菜を、生姜や唐辛子や花椒などとともに塩水に漬け込んで作る。浅漬けもあれば長期熟成した保存食もある。五味のうちでも酸辣麻（酸味・辛味・しびれるような味）が、また香味が優れている。そのまま食しても良いし、食材として、また調味料のようにも用いられる。そのまま食すケースにおいては日常のおかずとして、さらには高級宴席でも見られる汎用性をもつ。
中国では朝鮮半島由来のキムチを「朝鮮泡菜」または「韓式泡菜」と呼んでいるが、市場自体が韓国産のキムチに押されており、2009年時点で単に「泡菜」と言えば「キムチ」が連想されるほどイメージが固定化された。このため、四川省は同年7月にキムチへ対抗して四川泡菜の市場拡大を目指すと発表し、2020年11月には眉山市当局の主導により国際標準化機構（ISO）から泡菜の認証を受けた。